# Месје 46
Месје 46 (М46) је расејано звездано јато у сазвежђу Крма које се налази у Месјеовом каталогу објеката дубоког неба.
Деклинација објекта је - 14° 48' 36" а ректасцензија 7h 41m 46,8s. Привидна величина (магнитуда) објекта М46 износи 6,1. М46 је још познат и под ознакама NGC 2437, OCL 601.